# Makalata obscura
Makalata obscura és una espècie de mamífer rosegador de la família de les rates espinoses. És endèmica del Brasil, tot i que no se sap on es troba la seva localitat tipus. No se sap gaire cosa sobre el seu hàbitat i la seva història natural. Es desconeix si hi ha cap amenaça significativa per a la supervivència d'aquesta espècie.